# Calle Aduana Vieja (Soria)
La calle Aduana Vieja es una de las calles con más historia de la ciudad de Soria (España). Salpicada de palacios y casas señoriales, se constituyó intramuros a lo largo de la antigua muralla desde la calle del Collado, arteria principal de la Ciudad, hasta la desaparecida Puerta del Rosario, situada frente a la iglesia de Santo Domingo.
La calle se divide en tres tramos, a medida que va abriéndose en otras tantas plazas. La primera, la Plaza de San Clemente, donde se encuentra la antigua Casa de la Inquisición y el palacio de los Ríos y Salcedo, da paso a la parte mejor conservada y más antigua de la calle, lugar en el que se encuentran los edificios más notables. En la confluencia con la calle Estudios se abre la plaza del Vergel en la que se puede observar un tramo de la antigua muralla. Por último se llega a la plaza de los Condes de Lérida en la que se sitúa la importante iglesia románica de Santo Domingo.

## Historia
Cuando Soria fue creciendo tras el repoblamiento del siglo XII una de las parroquias importantes fue la de Santo Tomé, en el extremo superior de esta calle. A partir de ella se fue construyendo un barrio de hidalgos y nobles que protegía la parte oeste de la ciudad. Por su nombre es fácil deducir que esta calle, tan cercana a la puerta del Rosario que se levantaba en esta parte de la muralla y que servía de acceso a la ciudad, albergaba la aduana o edificio donde tenían que pagar las cargas y gravámenes reales la mercancía que entraba hasta Collado y se conducía a la Plaza Mayor, antiguamente nombrada Plaza del Trigo. La mayoría de los edificios que se conservan datan del siglo XVI aunque también los hay del siglo XVIII.

## Casa de la Sal
Durante siglos, la sal fue un producto comercial de suma importancia debido sobre todo a su uso como conservante, ya que era la única manera de conservar los productos, y como condimento. La importancia de la sal provocó que algunas formas de gobierno crearan monopolios e incluso cobraron impuestos sobre la producción y consumo de la misma, por lo que se crearon lugares dedicados a su almacenamiento; la Casa de la Sal era el lugar donde antiguamente se depositaba o «se fabricaba» la sal.
La Casa de la Sal de Soria estaba situada en esta calle, vía de acceso a la ciudad donde estaba situada la aduana. Por las fotos que se conservan, se sabe que estaba situada frente a la manzana del palacio de los Ríos y Salcedo. Parece ser que se trataba de un edificio del siglo XVIII construido enteramente en mampostería y cuya altura no superaba la de los palacios colindantes. La fachada presentaba dos alargados vanos y lo que más destacaba era su puerta barroca en conopio la cual estaba coronada por un pequeño balcón. A mediados del siglo XX todo el solar correspondiente a la antigua casona fue derribado para construir un moderno edificio en el que se reaprovechó el curioso arco conopial, lugar en el que aún se conserva, que se abre a un amplio portal recreado al estilo antiguo.

## Palacio de los Castejones
Este palacio plateresco del siglo XVI está asociado a la familia de los Castejones, que provenía de una rama del solar de Castejón de la Barca que creó nueva casa en Tudela. Tenía también casa solar en la villa de Ágreda. Fue progenitor de este linaje Martín González, caballero contemporáneo y pariente del conde de Castilla Fernán González. Martín González ganó a los moros el castillo de la Muela y fue llamado por los árabes el Castejón, aumentando sus descendientes con este nombre el apellido González.

## Palacio de los Solier
El linaje de Solier, que es el de Don Martín Salvador, uno de los doce principales y el más antiguo de la ciudad de Soria, procede del francés Mosén Arnaldo o Arnao de Solier el lemosin, Señor de Villalpando, auxiliar de don Enrique de Trastámara y de Bertrand du Guesclin contra el rey don Pedro I «el Cruel». Uno de los personajes más ilustres de esta familia fue Don Diego de Solier regidor perpetuo de la Ciudad de Soria (1599-1607). María, una hija de Arnaldo de Solier, fue la madre del Condestable de Castilla Don Pedro Fernández de Velasco.
La Casa de los Solier fue construida en 1598 por el cantero Martín de Solano, seis años después de la finalización del Palacio de los Condes de Gómara por lo que presenta elementos arquitectónicos muy similares concentrados en su reducida fachada. Construido en mampostería, en el primer piso presenta tres balcones coronados por frontones triangulares y en la planta superior se abre una galería formada por seis arcos de medio punto sobre columnas toscanas. Hasta mediados del siglo XX en la planta baja tan solo presentaba dos pequeños vanos adintelados. Durante siglos, el actual Palacio de los Castejones y el de los Solier formaron parte de una única casa construida en dos estilos diferentes, de ahí que este no tuviera su correspondiente puerta principal. Posteriormente con la construcción de unos edificios en el jardín se abrió una ancha puerta y dos ventanales siguiendo el estilo del resto del edificio diferenciando los actuales palacios.

## Palacio del Vizconde de Eza
Esta casa solariega construida en el siglo XVIII, perteneció a una de las familias de más abolengo de la Ciudad de Soria, la de los San Clemente, uno de los Doce Linajes fundadores de la Ciudad de Soria. Ocupa el lugar de un edificio anterior, datable en el s. 12, construido junto a la muralla. Por estas razones es conocida la casa también con los nombres de Casa Fuerte y Palacio de los San Clemente.

## Instituto Antonio Machado
Se levanta este gran edificio cuya fachada principal da a la Plaza del Vergel pero donde su entrada, más pequeña, se abre a la Aduana Vieja. Forma parte de una plaza el Instituto Antonio Machado, antigua propiedad también de los condes de Lérida, luego donada para convento de Jesuitas y más tarde centro de enseñanza. Junto a él un busto dedicado a Machado indica que allí dio clases de francés el sevillano y el aula donde las impartía se conserva tal y como él la dejó.

## Palacio de los Condes de Lérida
Todavía había otro palacio, el de los Condes de Lérida, no confundir con la ciudad catalana ya que el título se otorgó sobre el solar de un antiguo despoblado del mismo nombre. Se concedió, en 1700, el título nobiliario en la persona de Luis de Gares y La Cerda, regidor de Soria y señor de ese lugar. Fue esta familia de gran renombre en Soria, propietarios de casas y tierras, emparentados con otros nobles, y dueños de este palacio. Sus armas en escudos de piedra pueden verse en el interior de la iglesia mencionada, en la capilla de la que fueron patronos. Se cree que en esta casa tuvo lugar la entrevista del rey Don Fernando de León cuando vino a Soria a exigir la entrega del rey niño, traído por los Laras para encomendar a los caballeros del linaje de Santa Cruz su guarda.
El palacio, uno de los más antiguos de Soria, parece ser que databa del siglo XV o de siglos anteriores. Por las descripciones que se conservan debía de ser un palacio muy sobrio. Según Nicolás Rabal, el palacio era «triste y sombrío, de mampostería, sin enlucido ninguno y con muy pocas ventanas». A finales del siglo XIX presentaba un aspecto casi lamentable y el mismo historiador escribía: «La parte principal y más antigua de este palacio está arruinada, quedando únicamente la puerta principal y dos ventanas hasta la cornisa en que debió apoyarse el tejado, y lo que hay en pie parece ser reedificado en época posterior, pero sin solución de continuidad, esto es, sin desmontar los muros primitivos, en los cuales no se hizo más reforma en todo caso que abrir o ensanchar algunos vanos. Con el tiempo, a esta torre se agregó un terrado como el que hemos dicho que tiene el palacio viejo de los condes de Gómara. Uno y otro, apuntalados con dos fuertes estribos, que por cierto los afean en extremo, subsisten resistiendo a la mano destructora del tiempo».
De este antiguo palacio se conserva reconstruida y con un piso más el hala sur que corresponde a la parte más moderna que describe Rabal y que fue convertida a principios del siglo XX en edificio del Gobierno Civil, trasladándose desde el Palacio de los Condes de Gómara en 1919. Tras ser abandonado para ocupar su nueva y moderna sede en la calle Alfonso VIII en 1945, fue reconstruido para albergar viviendas a finales del siglo XX.